# Kyra Zagorsky
Kyra Zagorsky, née le 6 juin 1976, est une actrice américaine née à New York.

## Filmographie

### Cinéma
- 2004 : Power Corps. : Trish
- 2006 : Green Season : Amy
- 2012 : The Vessel : Dr Lee
- 2012 : The ABCs of Death : Lainey
- 2012 : The Closet : la femme
- 2012 : Chained : Athena
- 2014 : Toxin : Carla Frye
- 2016 : Home Invasion de David Tennant : Victoria Knox
- 2017 : SWAT: Under Siege : Sophia Gutierrez

### Télévision
- 2007 : Stargate Atlantis : Ara (1 épisode)
- 2010 : The Troop : Bianca Stonehouse (1 épisode)
- 2010 : Smallville : une habitante de Kandor (2 épisodes)
- 2010 : Fringe : l'infirmière (1 épisode)
- 2010 : Ma vie est un enfer : Megan
- 2011 : Stargate Universe : Tasia (1 épisode)
- 2011 : Divine: The Series : la jolie jeune femme (1 épisode)
- 2011 : Insoupçonnable : la femme enceinte
- 2011 : Sous l'emprise du pasteur : L'Histoire vraie de Mary Winkler : Tara Bayless
- 2012 : Falling Skies : Bonnie (1 épisode)
- 2012 : Supernatural : Randa Moreno
- 2012-2013 : Soldiers of the Apocalypse : Victoria Spade (3 épisodes)
- 2013 : Twist of Faith : Ruth
- 2013 : Motive : Ronnie Chase (1 épisode)
- 2014 : Polaris : Marta
- 2014 : My Life as a Dead Girl : Détective Whalen
- 2014-2015 : Helix : Dr Julia Walker (26 épisodes)
- 2016 : Les Voyageurs du temps : Dr Delaney (2 épisodes)
- 2018 : Les 100 :  Kara Cooper